# Linhomoeus ponticus
Linhomoeus ponticus är en rundmaskart. Linhomoeus ponticus ingår i släktet Linhomoeus, och familjen Linhomoeidae. Arten är reproducerande i Sverige.